# Galeotto Manfredi
Galeotto Manfredi (1440, Faenza – 31. května 1488, Faenza) byl italský kondotiér a pán z Faenzy.
Narodil se ve Faenze v Romagni jako syn Astorra II. Manfrediho. V roce 1477 se stal po svém bratrovi Karlovi pánem z Faenzy. V mládí bojoval pod slavným kondotiérem Bartolomeem Colleonim za Benátskou republiku. V roce 1483 byl jmenován velitelem florentské armády a bojoval ve válkách v Lombardii.
V roce 1481 se oženil s Františkou Bentivogliovou, dcerou Jana II. Bentivoglia, pána z Bologni. Galeotto byl zabit při útoku v květnu 1488. Jeho nástupcem se stal jeho syn Astorre.